# Fotografia naturalistica

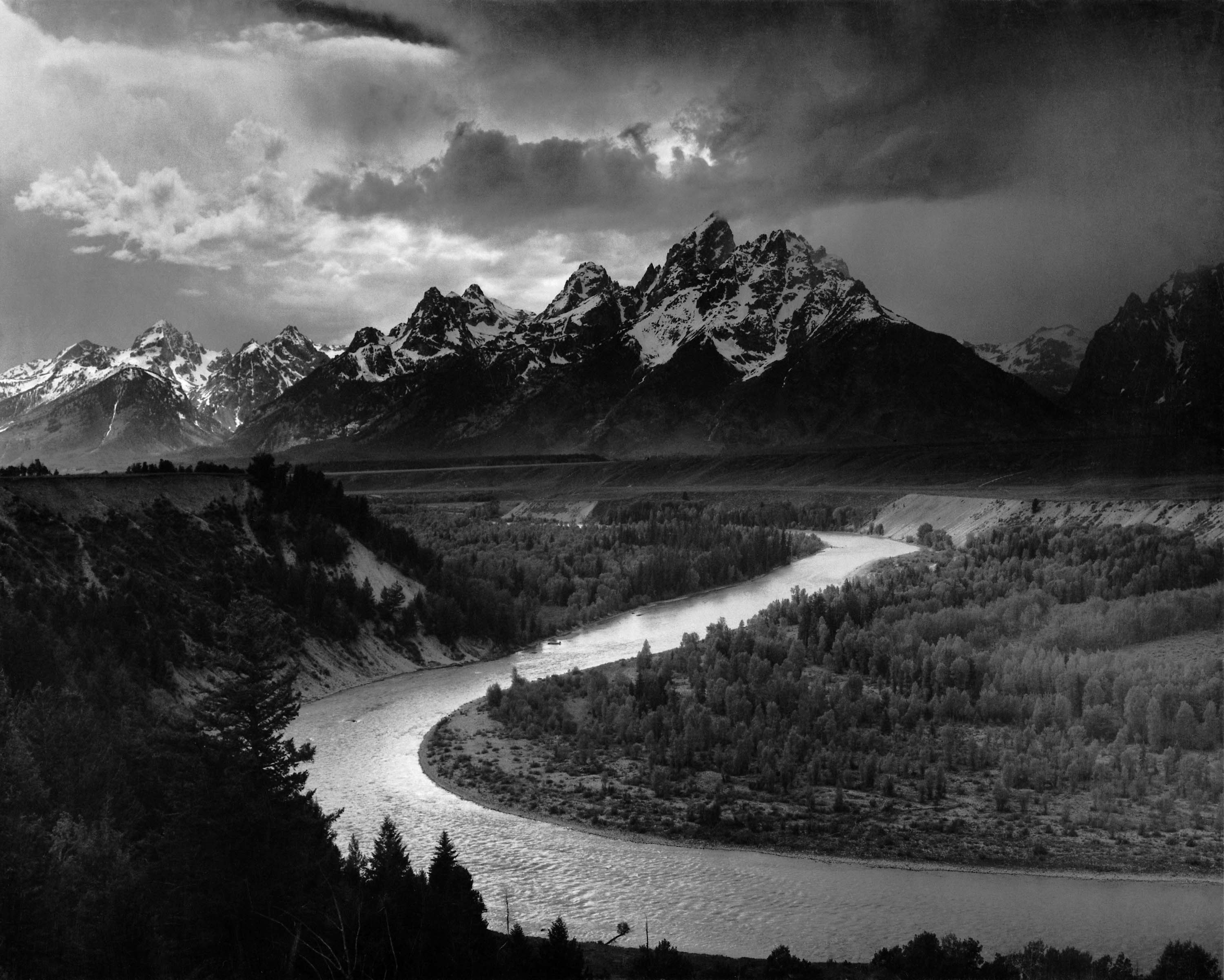
The Tetons - Snake River (1942) di Ansel Adams

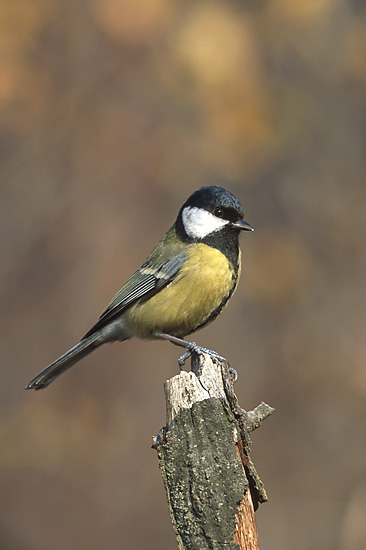
Parus major - Cinciallegra

La fotografia naturalistica è un genere fotografico che concentra la propria attenzione sulla natura. Essa comprende sia la paesaggistica terrestre (vedi foto a fianco) sia quella astronomica (per ciò che è possibile riprendere nel cielo) come anche quella subacquea e naturalmente tutta la fauna e la flora selvatica immersa nel proprio ambiente naturale, arrivando alla più piccola e concentrata ripresa macro, intendendo per lo più soggetti comunemente visibili più o meno anche ad occhio nudo.

## Descrizione
Lo scopo di questo genere fotografico è quello di mostrare la bellezza intrinseca della natura, per cui vengono utilizzate sia tecniche che attrezzature anche particolari o specifiche, quali possono essere le trappole fotografiche.
Per le sue caratteristiche ad ampio raggio d'azione, la fotografia naturalistica può inglobare anche altri generi fotografici o tecniche covalenti come l'osservazione (birdwatching), purché le riprese siano state eseguite in maniera onesta e rispettosa per l'ambiente e cioè che rappresentino lo stato naturale imperturbato.

## Praticanti
La fotografia naturalistica è praticata sia da professionisti documentaristi che da fotografi amatori. In ogni caso richiede molta pazienza e perizia per ottenere dei buoni risultati, infatti è necessario conoscere sia l'ambiente naturale in cui si opera, che le abitudini della fauna che lo abita. L'accortezza nel non influenzare l'ambiente con la propria presenza, soprattutto per la fotografia faunistica, e quindi in alcuni casi il cercare o l'attendere gli eventi e gli istanti migliori per la ripresa senza indurli artificialmente, sono tutte caratteristiche fondamentali per questo genere fotografico. 
Per la tipologia dei soggetti trattati e per l'indole del generico fotografo naturalista, si può parlare di una particolare etica associata a questo genere fotografico che, attraverso la divulgazione delle riprese fotografiche, educa e sensibilizza verso modelli di coscienza ecologica e di responsabilità verso l'ambiente.